# Mangelia carinata
Mangelia carinata é uma espécie de gastrópode do gênero Mangelia, pertencente a família Mangeliidae.